# Màrqueting per internet
El màrqueting per internet, també conegut com a màrqueting de webs, màrqueting en línia, webvertising, o e-marketing, és referit a com el màrqueting (generalment promoció) de productes o serveis sobre Internet.
El comerç d'internet abasta el màrqueting fet en correu electrònic i mitjans sense fils, i sovint les dades digitals de clients digitals i la gestió electrònica de les relacions amb el client electrònica. El màrqueting d'internet lliga els aspectes creatius i tècnics d'internet, incloent-hi el disseny, desenvolupament, publicitat i vendes.
El 2008 El New York Times, treballant amb comscore, va publicar un pressupost inicial per quantificar les dades d'usuari recollides per grans companyies basades en internet. Incloent quatre tipus d'interaccions amb llocs web de companyia, a més dels clics en anuncis des de xarxes publicitàries, els autors trobaven que el potencial per recollir dades era fins a 2.500 per usuari per mes.

## Tipus de màrqueting d'Internet
El màrqueting d'internet es divideix en:
- Publicitat per exhibició: S'usen banners en webs o blogs de tercers per derivar tràfic a la pàgina pròpia.[4]
- Optimització per a motors de cerca (Sem): Es promou la cerca augmentant la visibilitat als motors de cerca mitjançant emplaçament pagat, publicitat contextual, i inclusió pagada, o amb l'ús de tècniques d'Optimització per a motors de cerca lliures.[5]
- Optimització per a motors de cerca (Seo): El procés de millorar la visibilitat d'un lloc web o una pàgina web en motors de cerca mitjançant resultats de la cerca "naturals" o no pagats (orgànics o algorítmics).[6]
- Màrqueting de mitjans de comunicació social: Es guanya tràfic o atenció a través de llocs web de mitjans de comunicació socials com Facebook, Refilen i LinkedIn.[7]
- Màrqueting per e-mail: implica comercialitzar directament un missatge comercial a un grup de persones que utilitzen correu electrònic.[8]
- Màrqueting de referència: un mètode de promoure productes o serveis a clients nous a través de referències, normalment per boca a boca.[9]
- Màrqueting afiliat: Un negoci en premia un o més afiliats per a cada visitant o client ocasionat pels esforços de màrqueting de l'afiliat.[10]
- Inbound marketing: implica crear i compartir lliurement contingut informatiu com a mitjà de convertir perspectives en clients, i els clients en compradors repetidors.[11]

## Limitacions
El venedor no pot utilitzar el factor del contacte de personal humà per influir l'audiència mentre el màrqueting es basa completament en l'anunci i els enllaços de la pàgina web. Certes empreses fan servir aquesta distància per limitar el servei al client i estalviar costs, un fenomen descrit com «desert dels serveis».

### Subhastes d'Internet
Les subhastes d'internet s'han convertit en negoci multimilionari. Articles únics que abans només es podrien trobar en encants es poden trobar en llocs web de subhasta com ebay. E-botigues especialitzades venen una vasta quantitat ingent d'elements com antiguitats, propaganda de pel·lícules, roba, gadgets, etcètera.

### Indústria publicitària
A part dels efectes en la indústria tecnològica, ha tingut efectes profunds sobre la indústria publicitària. En pocs anys, la publicitat en línia han crescut fins a generar milers de milions de dòlars anualment.
Això ha provocat un impacte de creixement en el procés electoral dels Estats Units. El 2008, els candidats a President utilitzaven fortament estratègies de màrqueting d'internet per arribar als votants. Durant les primàries de 2007 els candidats afegien de mitjana 500 seguidors en xarxes socials per dia per ajudar a difondre el seu missatge. El president Barack Obama va reunir 1 mili´de dòlars en un dia durant la seva campanya de candidatura al partit Democràta, en gran part a causa de donants en línia.